# 橡皮管动画
橡皮管动画是美国动画界第一个标准化动画风格。其中事物大多具有类似于橡胶软管弹性弯曲运动的特征。 虽然这种风格在1930年代已经过时，但随着《茶杯头》、《班迪与油印机》和《宇宙小子大电影》等作品的出现略有复兴。

## 历史

### 起源与发展
在1920年代手绘动画早期，动画工作室主要不是在好莱坞，而是在纽约市。动画是一种新生事物，没有经验丰富的动画师。连漫画都处于新兴时代，熟练的艺术家在报纸上创作连环画，他们中的许多人开始着迷于动态绘图，并将其视为新的可能性和挑战，将他们的技艺运用其上。
出于这个原因，许多第一部卡通片类似于动态连环画。艺术家们尝试了哪些有效或无效，以及能做什么和不能做什么。他们不需要在作品中去思考，三维空间如何运行或如何移动，这让他们有机会引入现实不可能出现的插科打诨和喜剧元素。此外，由于必须大规模绘制图纸以制造运动错觉，因此他们必须提出一种折衷方案，即人物的细节和时间较少，但同时又足够生动和复杂，在后来被称为有限动画。随着动画师通过尝试、错误和合作获得经验，卡通变得更加专业，并制定制作动画的具体规则。
动画工作室必须对任何新的商业趋势保持敏感才能在竞争中生存。其结果是，最成功和最受欢迎的动画风格设计对动画行业的其他部分产生了巨大影响。最早的例子之一是菲力猫，他迅速在不同的工作室催生了模仿者。结合动画的自然演变，尽管工作室之间存在个别差异，但还是形成了一种被称为橡皮管动画的主流风格。比尔·诺兰被认为是这种动画风格的引入者。

### 衰落
随着卡通制作变得更加复杂，橡皮管动画逐渐消失。華特·迪士尼想让卡通片更加逼真，并让它们遵循与真人表演相同的规则，这个方向后来被命名为全动画。迪士尼将动画视为真人表演的潜在替代品，一旦达到他对现实主义的要求，他就可以做真人表演中不可能完成的事情。这一方向不能出现橡皮软管式的流动躯体，并且由于迪士尼的成功，这一趋势通过好莱坞发行商的要求传播给了其他动画制作人。
橡皮管的特征还出现在后来的一些卡通片中，包括米高梅的特克斯·艾弗 、华纳动画以及《莱恩和史丁比》。但到20世纪30年代初，原始风格及其影响已成为动画历史的一部分，到30年代中期已不受欢迎。弗萊舍工作室坚持的时间最长，到1940年终于符合更现代的西海岸动画风格。然而，这种风格的影响仍然持续到现在，像探險活寶这样的节目融合了橡皮管动画的一些元素，茶杯頭电子游戏充分表达了敬意。 

## 对现代媒体的影响

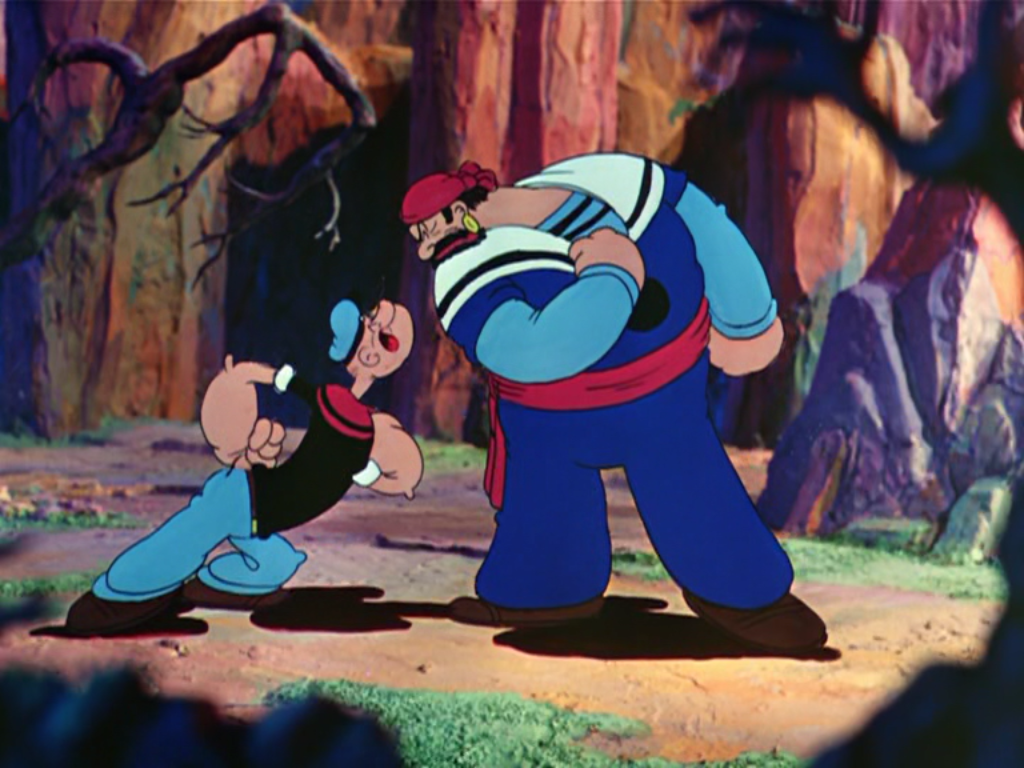
大力水手遇见水手辛巴达

虽然今天橡皮管动画的用途不多，但有一些媒体向这种动画风格致敬。

### 动画短片
2013年，华特迪士尼动画工作室使用该风格制作了一部3D动画喜剧短片。《小马快跑!》结合了黑白手绘动画和彩色CGI动画。这部短片以1920年代后期的米老鼠为特色，以及华特·迪士尼的录制配音。这是自飞奔的大脑(1995) 以来的第一部原创米老鼠动画短片，也是85年来迪士尼动画中幸運兔奧斯華的首次亮相。

### 电子游戏
一些电子游戏使用橡皮管动画，包括史诗米奇、班迪与油印机、茶杯头和早期的刺猬索尼克游戏、节目和漫画。 骷髏少女包括可玩角色“孔雀”，其视觉设计和攻击均来自1920年代的动画比喻。班迪与油印机的角色基于1920年代的橡皮管动画，具有老式黑白卡通的外观。 神之浩劫有两个神祇，他们的皮肤从橡胶软管动画中汲取灵感，薩梅迪男爵的Funny Bones皮肤，克蘇魯的Toon Mania皮肤。茶杯头的众多角色和生物动画在很大程度上依赖于动画风格所开创的技术，它的制作者希望玩家感觉好像正在观看1930年代的卡通片。

### 纸牌游戏
日本遊戲王集換紙牌遊戲中基于1920年代的美国动画风格的一系列名为“卡通”的卡片。

### 电视
橡皮管动画也用于华特迪士尼电视的《米奇歡樂多》。该系列具有原始米老鼠短片的喜剧感，同时通过广泛使用Toon Boom和Flash动画提供现代升级，并在各种幽默场景中展示了米奇的勇气和顽皮，以及他长期以来深受喜爱的魅力和善良。
黏土动画《企鵝家族》在其动画中融入了一些技巧，例如让角色的上半身伸展以达到或卷成一个球。
动画系列《猫和老鼠》在其中的角色中使用了橡皮管技术。
孩之寶地產大亨的吉祥物，大富翁先生，拥有 1930 年代的绅士服装。在他的广告中，他向球员们做了橡皮管的噱头和技巧。

### 音樂影音
杜娃·黎波的單曲“ 愛的幻覺 ”的MV描繪了黎波和橡皮管動畫中的一系列奇幻角色。
Ghostmane為他的歌曲“AI”發布了一段MV，該影片结合了橡皮管動畫和定格動畫。
杰斯的"The Story of O.J."的MV使用了橡皮管動畫風格。

### 漫畫
在漫畫《海賊王》中，主角蒙奇·D·路飞吃了一種惡魔果實,使他能够像橡膠一樣伸展，在熟悉它的力量后，使他能够使用基於橡皮管動畫風格的戰鬥技巧。